# Willy Oertel

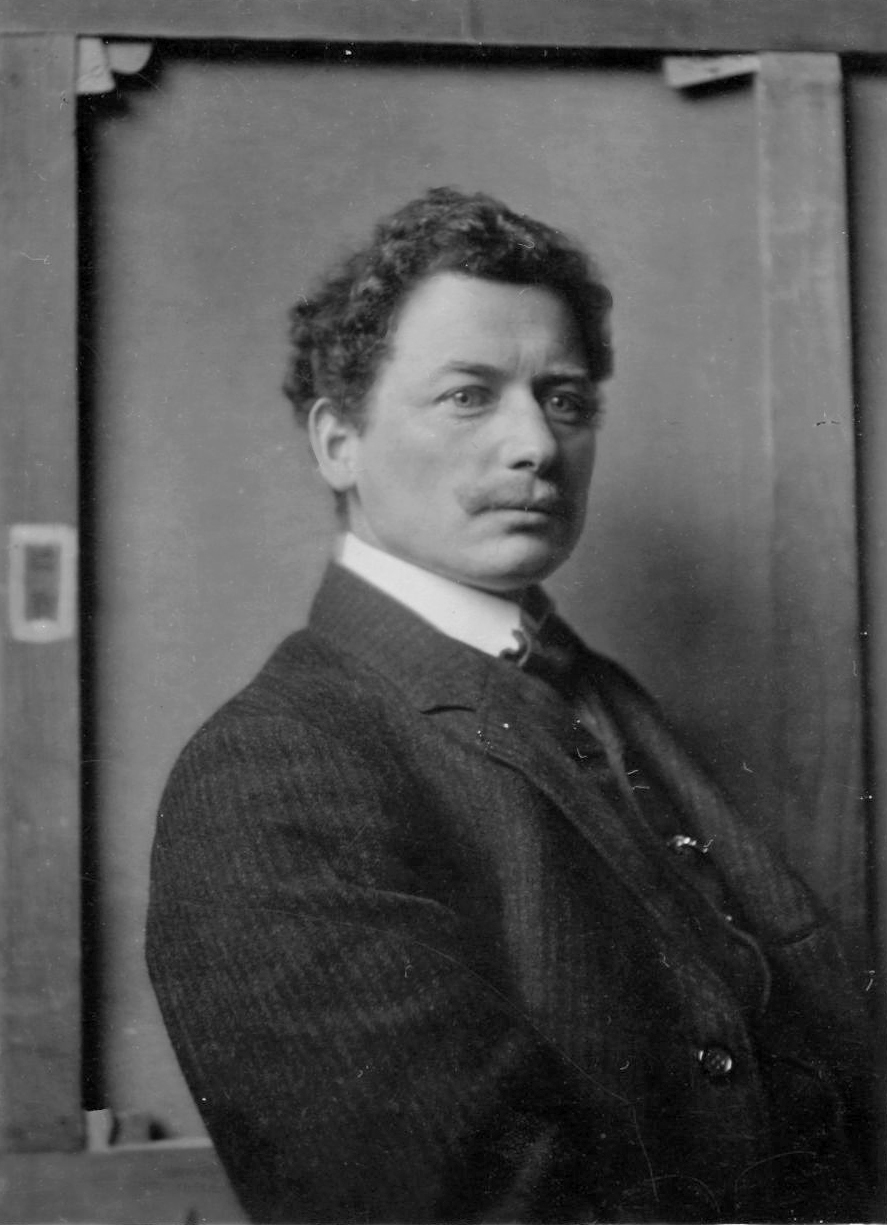
Willy Oertel

Willy Richard Oertel (* 4. November 1868 in Langendreer; † 22. Januar 1920 in München) war ein deutscher Grafiker und Maler.

## Leben und Werk

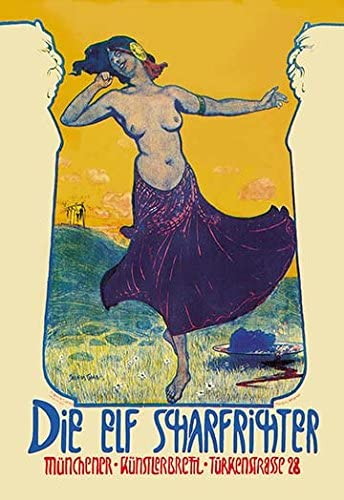
Serapion Grab: Plakat für Die Elf Scharfrichter

Willy Oertel wurde 1868 als Sohn des Unternehmers Carl Berthold Ludwig Oertel (1824–1904) und dessen Frau Emma Julie Schwalb (1838–1892) geboren. Nachdem er Ende der 1880er Jahre ein Studium an der Kunstakademie Düsseldorf absolviert hatte, war er freischaffend als Grafiker und Maler zunächst in Berlin, später in Zürich und ab 1895 in München tätig. Sein umfangreiches Repertoire umfasste unter anderem Buch- und Zeitungsillustrationen, politische Karikatur, Exlibris, Ansichtskarten, Sammelbilder, Werbeanzeigen und Produktgestaltung, darüber hinaus auch Architektur- und Möbelentwürfe sowie freie künstlerische Arbeiten.
In Zürich illustrierte er 1892 gemeinsam mit seinem Künstlerfreund Ernst Schlemo (geb. 1869) den Gedichtband Nebensonnen des ebenfalls dort ansässigen Schriftstellers Maurice Reinhold von Stern.
Bekanntheit erlangte er 1895 mit seinem Buch Der Cylinderhut. Sein Leben, seine Thaten und Leiden, geschildert in Reim und Bild. Das an die Bildgeschichten Wilhelm Buschs erinnernde Buch mit amüsanten Anekdoten rund um den schwarzen Herrenhut erlebte bis 1910 diverse Nachauflagen.
Als Gestalter von Ansichtskarten schuf er sachliche Architekturmotive, romantische Stadt- und Landschaftsansichten sowie originelle Scherzkarten unter anderem für die Münchner Verlage Ludwig Frank & Co. und C. Andelfinger & Cie. Kunstanstalt sowie den Stengel & Co. Verlag Dresden und München. Unter Oertels gebrauchsgrafischen Arbeiten sind weiterhin seine Entwürfe für die Sammelalben der Kölner Schokoladenmanufaktur der Gebrüder Stollwerck hervorzuheben.
Der Umzug nach München und der künstlerische Austausch mit der Münchner Avantgarde der Jahrhundertwende bedeutete für Oertel stilistisch die Abkehr vom Historismus seiner Studienjahre an der Kunstakademie. Als Mitgestalter des Jugendstils war er von 1896 bis 1904 in der namensgebenden Kunst- und Literaturzeitschrift Jugend mit Bildbeiträgen vertreten.
Wohnhaft in wechselnden Adressen der Maxvorstadt und dem Bohème-Viertel Schwabing, erlebte Oertel das Münchner Künstlermilieu der Prinzregentenzeit in seiner Blüte. Er verkehrte im Kosmikerkreis und war dem Schriftsteller und Regisseur Otto Falckenberg freundschaftlich verbunden, für den er diverse Illustrationen und auch Möbelentwürfe anfertigte. Gemeinsam mit Falckenberg gehörte Oertel zu den Mitbegründern der Elf Scharfrichter, des ab 1901 auftretenden ersten politischen Kabaretts Deutschlands. Unter dem Künstlernamen Serapion Grab war er in der Gründungsphase für die künstlerische Ausgestaltung mitverantwortlich und fertigte unter anderem Ausstellungsplakate.
In seinen freien künstlerischen Arbeiten widmete sich Oertel vor allem Landschaftsansichten, im Besonderen den alpinen Bergwelten. Häufig kam es in der Fachliteratur und im Handel zur Verwechslung mit dem Maler Wilhelm Oertel (1870–1933), der ebenfalls im Bereich der Landschaftsmalerei tätig war. Da Willy Oertel zeitlebens unterschiedliche Signaturen und Monogramme zum Unterzeichnen seiner Werke verwandte, ist zur Unterscheidung beider Künstler vor allem der individuelle Duktus ausschlaggebend.
Willy Oertel war der Großonkel von Kurt Oertel, einem an der Universität Kiel tätigen Altgermanisten.

## Illustrationen (Auswahl)
- Johanna Baltz: Was der Weihnachtsengel erzählte. Lucas Verlag, Elberfeld 1889.
- Maurice Reinhold von Stern: Nebensonnen. Neue Gedichte. Pierson Verlag, Dresden und Leipzig 1892.
- Willy Oertel: Der Cylinderhut. Sein Leben, seine Taten und Leiden. In Reim und Bild. Felix Simon Verlag, Leipzig 1895.
- Otto Falckenberg: Stimmungen. Druck von Kindt & Meinardus, Coblenz. Erschienen in München 1896.
- Akademisch-dramatischer Verein (Hrsg.): Zur Erinnerung an das deutsche Märchenfest des akademisch-dramatischen Vereins. Fastnacht 1900. Akademisch-dramatischer Verein, München 1900.
- L. Waldschmidt: Die schönsten Märchen. Hasert Verlag, Leipzig 1906.
- Maria und Mathilde Schneegans: Vom Tiberstrand zur grünen Isar. Singer Verlag, Straßburg und Leipzig 1908.